# Юнеси, Али
Ходжат-оль-ислам Али Юнеси (перс. علی یونسی‎, род. 1 января 1951, Нехавенд, Иран) — государственный деятель Ирана, министр разведки и национальной безопасности в 2000—2005 и член высшего совета национальной безопасности Ирана во время президентства Мохаммада Хатами.

## Биография
Родился 1 января 1951 года в городе Нехавенд, провинция Хамадан. Выпускник школы Хагани.

### Антишахская деятельность
Во времена шахского режима был активным участником исламского антимонархического подполья, несколько раз арестовывался шахской тайной полицией САВАК, эмигрировал в Ливан. Во второй половине 1970-х прошёл подготовку в тренировочных лагерях организации «Амаль» и ряда палестинских группировок.

### Карьера после победы революции 1979 года
После исламской революции 1979 года стал главой исламского революционного суда Тегерана и позднее главой политико-идеологического бюро Стражей Исламской Революции.
В 1980 окончил Технологический колледж в Куме. В 1981—1986 изучал юриспруденцию в Исламской семинарии Кума и Университете юридических наук Тегерана. В 1997 получил профессорскую степень по специализации «национальная безопасность».
В 1984—1985 участвовал в создании министерства разведки и национальной безопасности, а также являлся представителем заместителя главнокомандующего вооружённых сил Ирана в Управлении военной разведки. До назначения на пост главы Министерства разведки возглавлял Юридическую организацию ВС ИРИ. Считался креатурой первого министра разведки Ирана М. Рейшахри.

## Юнеси во главе разведки
После того, как в декабре 2000 года глава иранской разведки Корбанали Дори-Наджафабади был вынужден подать в отставку, новой главой ведомства стал Али Юнеси. Его обвиняли в причастности к заказным убийствам представителей оппозиции. В январе 2001 года, новый глава иранской разведки Али Юнеси заявил, что 18 обвиняемых в «серийных убийствах» интеллектуалов и противников режима в конце 1998 года являются бывшими агентами министерства разведки. Это был первый раз, когда высокопоставленный чиновник сделал такое разоблачение об этом громком деле. В конце января 2001 года, Военный суд Тегерана объявил, что трое бывших агентов министерства разведки были приговорены к смертной казни, а другие — к тюремному заключению за убийства в конце 1998 года противников и представителей интеллигенции.
Находясь на посту министра, уделял особое внимание развитию сотрудничества со спецслужбами стран СНГ, в частности России, Азербайджана и Армении. В сентябре 2000 провёл переговоры с тогдашним главой Совбеза РФ Сергеем Ивановым по поводу взаимодействия на афганском направлении и в борьбе с радикальными суннитскими организациями, а в сентябре 2001 провёл переговоры с министром нацбезопасности Азербайджана Аббасовым.
В октябре 2002 года, Али Юнеси, говоря о надвигающейся атаке США на Ирак сказал, что Иран не присоединится ни к какой американской коалиции для нападения на Багдад и не поддержит президента Ирака Саддама Хусейна.
Али Юнеси также лично курировал создание законспирированной агентурной и диверсионно-террористической сети в южной и северной частях Ирака (на базе Верховного совета исламской революции в Ираке), которую планировалось задействовать в случае, если американское присутствие в Ираке будет представлять угрозу Ирану или же если будущий прозападный лидер Багдада вознамерится проводить антииранскую политику.
Внутри страны, иранская разведка «охотилась» на боевиков «Моджахедин-э Халк». Только в течение одного месяца 2004 года, иранской разведкой были арестованы «десятки шпионов», которые, по заявлению властей являлись членами запрещённой в стране террористической организации «Моджахедин-э Халк».

## После ухода со службы
29 июня 2021 года, в интервью новостному сайту «Jamaran» бывший министр разведки Али Юнеси заявил, что все иранские официальные лица рискуют быть убитыми агентами «Моссад». Обвинил иранскую разведку в халатности, Юнеси сказал, что соперничество между Министерством разведки, Разведывательной организацией Стражей исламской революции (КСИР) и другими службами безопасности привело к провалам по многим направлениям. «Параллельные организации заняты борьбой со своими, а не мониторингом и противодействием вражеской агентуре» — отметил Юнеси.

### Видеоклипы
- No Valuable Nuclear Info Left Iran; US Agents Tried to Sell Us Atomic Bombs to Frame Us
- Seymour Hirsch Hallucinating or Dreaming; The Americans Are Stupid but Not Stupid Enough to Enter Iran янв. 2005